# Rudolf Wagner-Régeny
Rudolf Wagner-Régeny (eredetileg Rudolf Wagner) (Szászrégen, 1903. augusztus 28. – Kelet-Berlin, 1969. szeptember 18.) erdélyi szász származású német zeneszerző. Legismertebb művei A kegyenc (1935) és A calais-i polgárok (1939) című operák. (Nem rokona Richard Wagner zeneszerzőnek.)

## Élete
Szintén Rudolf nevű kereskedő édesapja (1870–1936) négy fia közül a legelsőként született. Magyar dadát fogadtak mellé, így négyéves koráig magyarul beszélt.
A multikulturális szülővárosban a legkülönfélébb zenei hatások érték, a rutén népzenétől a magyar nótán át az egyházzenéig. Családjában is rendszeres volt a házimuzsika. Anyja (Hermine, 1880–1960) nővérétől kapta első zenei képzését.
1909 és 1916 között a helyi elemi iskolában és gimnáziumban tanult. Már komolyabb zongora- és zeneelméleti tanulmányokat is kezdett. 1914-től szülővárosa evangélikus templomának segédorgonistája lett. Itt mutatták be első jelentősebb, oratórikus művét.
1916 és 1919 között a segesvári gimnáziumban végezte a középiskola utolsó éveit. Közben az első világháború harci eseményei miatt néhány hónapra egy Budapest környéki faluba menekült az egész család.
1919 szeptemberétől már a lipcsei konzervatórium zongoristanövendéke. 1920 januárjától a Berlini Zeneművészeti Főiskola (Charlottenburg) zeneszerzés-hallgatója. Itt kötött barátságot évfolyamtársával, Boris Blacherrel.
1923-ban sikeresen végzett, és még ebben az évben házasságot kötött a nála tíz évvel idősebb, hugenotta és zsidó ősöktől származó Léli Duperrex festő- és szobrászművésszel (mellesleg mozi- és bárzongorista)
Wagner-Régeny 1925–26-ban a hangosfilmmel foglalkozó tanács tagja, magántanítványoknak összhangzattan- és ellenpontórákat ad.
1926-tól három évig Lábán Rudolf balett-társulatának zenei mindenese, velük turnézik az egész német nyelvterületen és Hollandiában.
1929-ben kezdett együtt dolgozni Caspar Neherrel, ő később legfontosabb színpadi művei látványtervezője, librettistája lesz, és akivel baráti kapcsolatba is kerül.
A harmincas években születnek főművei, a berlini avantgárd művészeti körök aktív tagja volt. 1935-ben feleségével Erdélyben nyaral a rokonoknál.

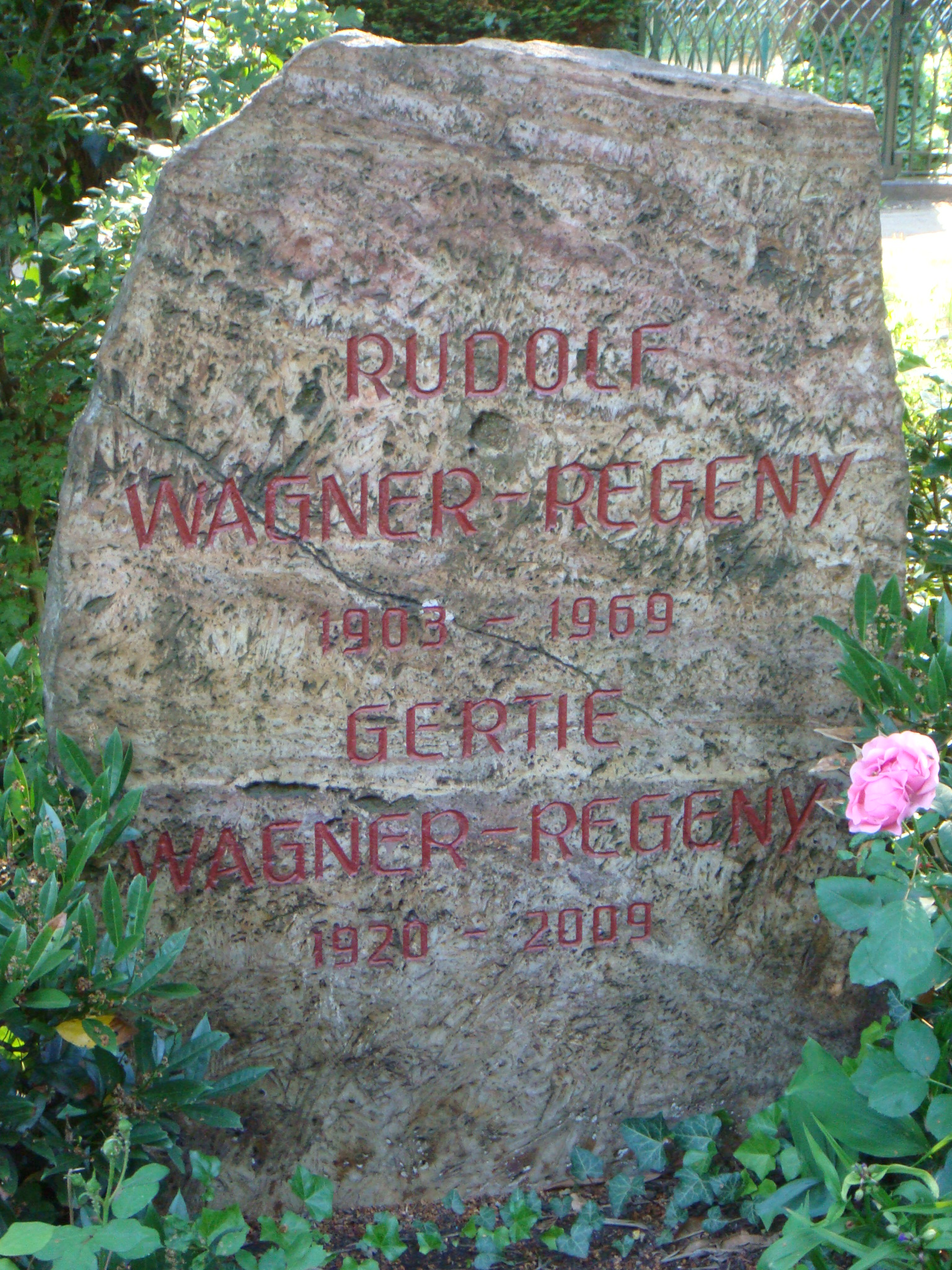
Rudolf Wagner-Régeny és Gertie Foth sírja

A második világháború idején 1943. február 5-én vonult be a német hadseregbe. Különböző állomások után Berlinben a tűzőrséghez osztották be, otthon lakhatott. November 22-én lebombázták a lakását, Léli összes alkotása megsemmisült. Többhavi hajléktalanság után Mecklenburgba vezényelték, ahol zenei felvételeket készített a Wehrmacht propagandaanyagaihoz. Időközben rákbeteggé vált felesége egy fogadóban élt, Wagner-Régeny hatalmas energiával szervezte neje sugárkezeléseit.
1946-ban Güstrow-ba költöztek. Egy év múlva Léli meghalt, a megözvegyült zeneszerző Rostockba települt át, ahol a zeneakadémia rektora lett.
1950-ben zeneszerzés-professzornak hívta meg a frissen alakult Berlini Német Zeneművészeti Főiskola. Rögtön elfogadta az állást. Ez az év magánéletében is hozott változást: feleségül vette a Güstrow-ban megismert, nálánál jóval fiatalabb Gertie Fothot.
1962-ben meghalt két legjobb barátja, Caspar Neher és Hanns Eisler. Ezután szakított addigi élénk társasági életével. Folytatta a komponálást és a tanítást (legismertebb tanítványai Siegfried Matthus és Tilo Müller-Medek), de ideje nagy részét az őt körülrajongó, asszisztensi teendőket is ellátó feleségével töltötte.
Szervezetében tüdőrák alakult ki, élete utolsó évét nagyrészt kórházban töltötte.

## Főbb művei

### Színpadi művek
- Sganarelle oder Schein betrügt ('Sganarelle avagy A látszat csal. Kecses opera egy felvonásban.' Molière vígjátéka Ludwig Fulda fordításában; komponálás: 1923; bemutató Essen, 1929, Caspar Neher díszleteivel)
- Moschopulos ('Kisopera három felvonásban', saját szövegére Franz von Pocci nyomán; komponálás: 1923; bemutató: Gera, 1928)
- Der nacte König ('A meztelen király'. Vera Braun szövegére Andersen A császár új ruhája c. meséje nyomán [vö. Ránki György azonos tárgyú művével, a Pomádé király új ruhájával!])
- Esau und Jacob ('Ézsajás és Jákob. Biblikus jelenet.' Szövege az Ószövetségből [Mózes 1:27,1–29.41] Luther fordításában; komponálás: 1929; bemutató: Gera, 1930)
- Theatralische Sinfonie ('Színházi szimfónia. „Moritat” [gyilkosságballada]'; balett saját szövegére; komponálás: 1929; bemutató: Essen, 1929)
- La sainte courtisane (Zenés jelenet. Szövege a zeneszerzőtől Oscar Wilde nyomán; komponálás: 1929;bemutató: Essen, 1929)
- Der Fabel vom seligen Schlächtermeister ('Mese a boldog mészárosmesterről. Zenés színházi darab három képben' Hans von Saigny szövegére; komponálás: 1932; bemutató: Radebeul, 1964)
- Der Günstling oder Die letzten Tage der großen Herrn Fabiano ('A kegyenc, avagy A nagy Fabiano úr utolsó napjai. Opera három felvonásban.’ Caspar Neher szövege Victor Hugo Tudor Mária c. drámájának Georg Büchner-féle fordítása nyomán; komponálás: 1935; bemutató ugyanezév február 20-án a drezdai Semperoperben Karl Böhm vezényletével, Neher díszleteivel)
- Kísérőzene William Shakespeare Szentivánéji álomjához; komponálás: 1935; bemutató: 1937
- Der zerbrochener Krug ('Az eltört korsó. Balett kér részben' Heinrich von Kleist drámája nyomán Lizzie Maudrik szövegkönyvére; komponálás: 1937; bemutató: Berlin, 1937)
- Die Bürger von Calais ('A calais-i polgárok. Opera három felvonásban'; szöveegét Jean Froissart francia krónikája nyomán Caspar Neher írta; komponálás: 1938; bemutató 1939. január 28-án a Berlini Állami Operában Herbert von Karajan vezényletével, Neher díszleteivel)
- Johanna Balk (Opera három felvonásban Caspar Neher szövegére, egy erdélyi krónika nyomán; komponálás: 1941; bemutató: Bécs, 1941, Neher díszleteivel)
- Persiche Episode (Der Darmwäscher) ('Perzsa epizód. [A bélmosó]. Vígopera négy felvonásban' Caspar Neher és Bertolt Brecht szövegére; komponálás: 1950; bemutató: Rostock, 1963)
- Kísérőzene George Farquhar és Brecht Dobok és trombiták c. vígjátékához; komponálás és bemutató: 1955
- Prometheus ('Prométheusz. Szcenikus oratórium'; a zeneszerző szövege Aiszkhülosz és Goethe nyomán; komponálás: 1958; bemutató: Kassel, 1959)
- Das Bergwerk von Falun ('A faluni bánya. Opera nyolc képben' a zeneszerző szövegére Hugo von Hofmannsthal nyomán; komponálás: 1960; bemutató: a Salzburgi ünnepi játékokon 1961. augusztus 16-án.)
- Kísérőzene Peter Hacks Moritz Tassow c. drámájához; komponálás és bemutató: 1965